# Pellenes inexcultus
Pellenes inexcultus är en spindelart som först beskrevs av Pickard-Cambridge O. 1873.  Pellenes inexcultus ingår i släktet Pellenes och familjen hoppspindlar. Inga underarter finns listade i Catalogue of Life.